# Vizcondado de Carcasona
El vizcondado de Carcasona surgió en 1082. En esa fecha Bernardo Aton IV Trencavel vizconde de Nimes y Albi, alegando los derechos de su madre Ermengarda (que los había vendido a Barcelona antes del 1070) reclamó los condados de Carcasona y Rasez y los vizcondados de Béziers y Agde y se apoderó de ellos. Los Trencavel fueron señores de hecho de los dominios pero solo con el título de vizcondes. Ermengarda murió en 1101 y su hijo Bernardo Aton IV fue entonces proclamado formalmente vizconde de Carcasona, Rasez, Beziers y Agde. Barcelona defendió sus derechos repetidamente.

## Historia del vizcondado
En el 1107 Ramón Berenguer III se apoderó de la ciudad de Carcasona. En 1129 o 1130 murió Bernardo Aton y sus hijos Bernardo V y Roger I lo sucedieron, el primero en Nimes y Agde y el segundo en Carcasona, Rasez, Beziers y Albi. Roger murió sin hijos en 1150 y su hermano Ramón I Trencavel gobernó los estados hasta el 1167. Tras siete guerras (1096, 1107, 1112, 1120, 1124, 1150 y 1157) Ramón I Trencavel reconoció el 1157 la soberanía de Barcelona, reconocimiento confirmado en 1167. 
Su hijo Roger II (III de Beziers) fue vizconde hasta el 1194 (asociado con su hermano Ramón), y después su hijo Ramón Roger Trencavel hasta el 1209 en que fue desposeído y encarcelado por Simón de Montfort y muerto poco después en cautiverio. Su pariente Bernardo Aton VI de Nimes y Agde, también perdió sus dominios en 1214. 
En 1224 el hijo de Ramón Roger Trencavel, Ramón II Trencavel, tras algunos intentos fallidos, recuperó los estados del padre, pero los perdió en 1227; para volverlos a recuperar parcialmente en 1240 pero finalmente en 1247 cedió sus derechos al rey de Francia a cambio de una pensión.

## Lista de vizcondes de Carcasona
- 1082–1101: Ermengarda
- 1101–1129: Bernardo Aton IV Trencavel
- 1129–1150: Roger I Trencavel
- 1150–1167: Ramón I Trencavel
- 1167–1194: Roger II Trencavel
- 1194–1209: Ramón Roger Trencavel
- 1209–1218: Simón IV de Montfort
- 1218–1224: Amaury VI de Montfort
- 1224–1226: Ramón II Trencavel
- 1240–1247: Ramón II Trencavel

- Datos: Q3091664